# سكوت مكاي (لاعب هوكي الجليد)
سكوت مكاي هو لاعب هوكي الجليد كندي، ولد في 26 يناير 1972 في بيرلينجتون في كندا.

## وصلات خارجية
- سكوت مكاي على موقع دوري الهوكي الوطني (الإنجليزية)
- سكوت مكاي على موقع قاعة مشاهير الهوكي (لاعب أن.إتش.أل) (الإنجليزية)
- سكوت مكاي على موقع EliteProspects.com (الإنجليزية)
- سكوت مكاي على موقع HockeyDB.com (الإنجليزية)
- سكوت مكاي على موقع Hockey-Reference.com (الإنجليزية)